# Les Avants
Les Avants est un village situé dans les préalpes vaudoises, sur la commune de Montreux, dans le canton de Vaud, en Suisse. L'accès est possible soit par la route soit par le chemin de fer de montagne du Montreux Oberland bernois (MOB), à partir de Montreux ou de Zweisimmen.
À 10 km du lac Léman, proche de la dent de Jaman et des Rochers de Naye, Les Avants est un point de départ de nombreuses randonnées, dont le « sentier des Narcisses » qui attire les promeneurs particulièrement en mai, au moment de la floraison.

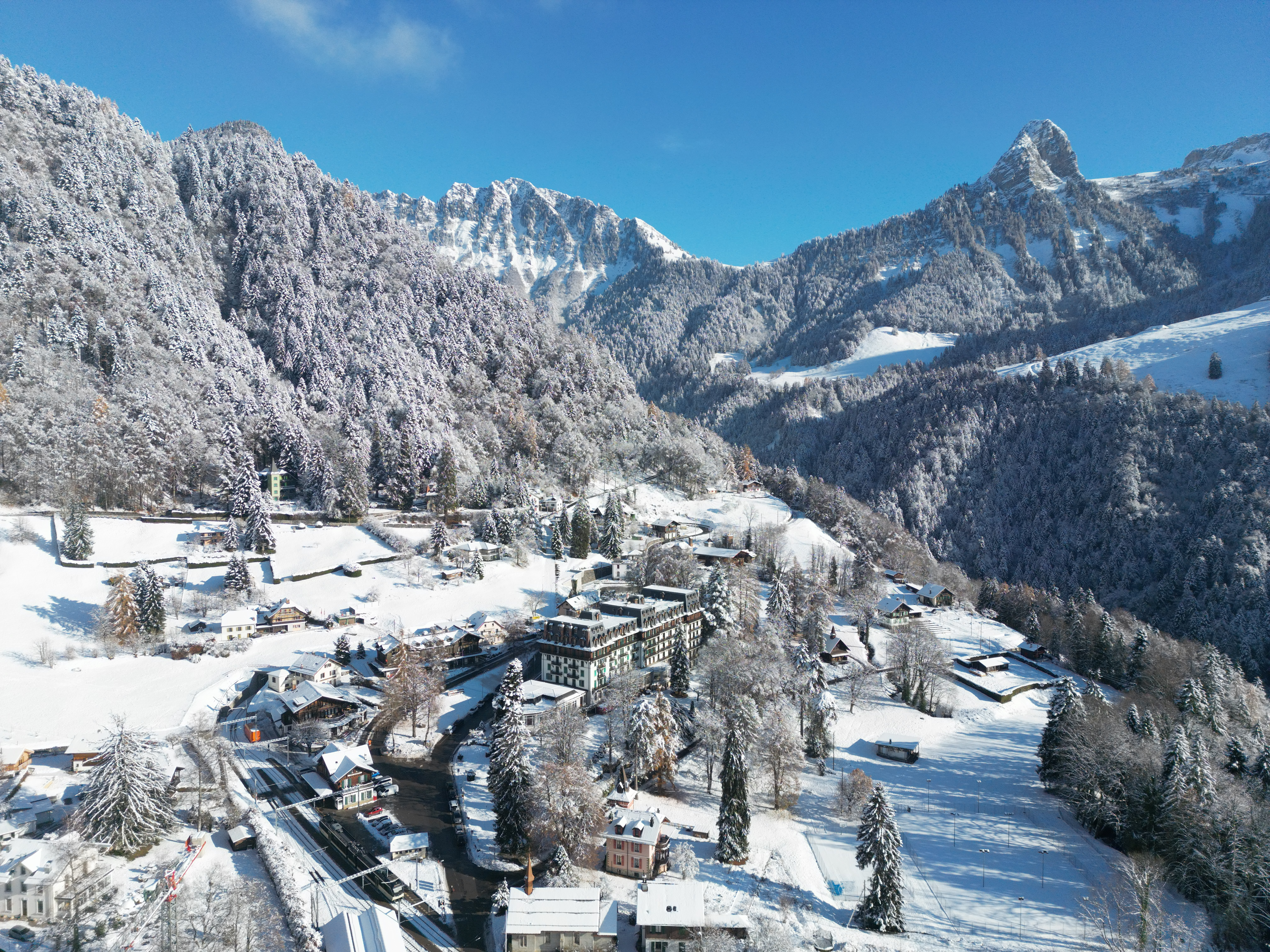
Vue aérienne des Avants en hiver (2022)

## Histoire

Vue aérienne (1948)

Le village fut l'une des premières stations de sports d'hiver de Suisse. Au XIXe siècle, la station connaît un certain développement touristique avec l'édification des premiers hôtels par la famille Dufour. Le percement du tunnel de Jaman en 1905, qui réalise la liaison ferroviaire avec le Pays d'Enhaut va permettre un fort développement touristique de la station jusqu'à la première guerre mondiale, notamment avec la collaboration de l'architecte Louis Villard.
Desservi par l'un des premiers chemins de fer électrifiés à forte pente et sans crémaillère, le village est une destination prisée des Anglais. Il abrite également la première piste de bobsleigh de Suisse (qui deviendra ensuite piste de luge) ainsi qu'une patinoire sur laquelle se disputa le premier championnat d'Europe de hockey sur glace du 10 au 13 janvier 1910, remporté par l'Angleterre devant l'Allemagne, la Belgique et la Suisse. La patinoire était installée sur les courts de tennis en contrebas du « Grand Hôtel des Avants », propriété des frères Dufour dont Louis était le vice-président de la Fédération suisse de hockey sur glace.
Les Avants fut le premier endroit de Suisse où l'on assimila, en 1904, le hockey sur glace canadien grâce au Princes Ice Hockey Club de Londres, club formés de Canadiens qui se produisit chaque hiver aux Avants jusqu'en 1914. Le HC Les Avants remporta deux titres de champion Suisse en 1912 et 1913.
Dès 1910, le Funiculaire Les Avants – Sonloup (encore en service au XXIe siècle, avec les deux voitures et la machinerie d'époque, rénovées entre juin 2012 et janvier 2013) dessert le site de Sonloup et permet aux lugeurs de remonter en haut de la piste. En février 1923 a lieu la préparation pour l'assemblée constitutive de la fédération internationale de bobsleigh par le Comte de la Frégioliaire avant l'assemblée définitive en mai 1923 à Paris.

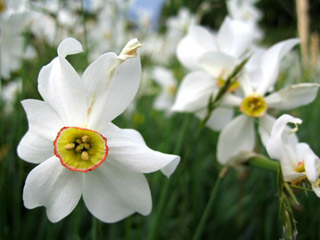
Narcisse
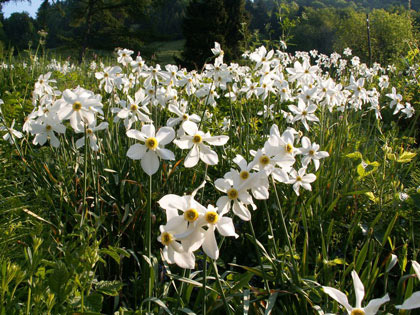
Champs de narcisses
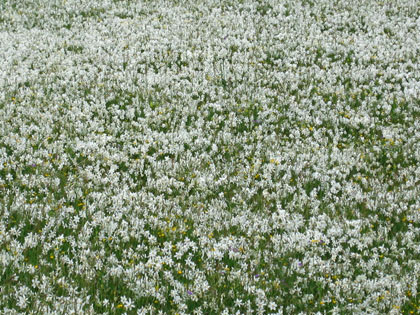
« Neige de mai »

La Première Guerre mondiale, puis surtout la crise de 1929, vont stopper le développement et les grands hôtels vont peu à peu fermer. Concurrencés désormais par les nombreuses stations de sports d'hiver qui voient le jour après la guerre de 1939-1945, Les Avants ne vont plus jamais connaître la fréquentation touristique du début du siècle. Ernest Hemingway a résidé à la « Pension de la Forêt » (à la sortie de Chamby) durant quelques mois de l'année 1922 et y a écrit ses expériences et plaisirs de la course en luge dans plusieurs chapitres de L'Adieu aux armes.

## Période contemporaine
Dans la deuxième moitié du siècle, le village se développe en un lieu d'habitation et connaît une activité touristique de randonnée et de quelques activités hivernales de moyenne montagne (luge, raquette, ski de fond, ski de randonnée).
Le village est peuplé d'environ 450 habitants. L’ancien Grand Hôtel est devenu un internat : « Le Châtelard » (école privée pour jeunes filles). Le village compte une gare, le funiculaire de Sonloup, un café avec petite restauration, une ferme d'élevage de montagne, un court de tennis en terre battue, un mur d'escalade. Il est également le centre des bûcherons de la commune de Montreux qui possède l'un des plus grands domaines forestiers du canton. Plusieurs alpages connaissent également une activité pastorale estivale.
Du 15 décembre au 15 mars (selon les conditions d'enneigement) la route conduisant des Avants à Sonloup devient une piste de luge (traîneau) de 2,5 km de long. L'accès au début de la piste se fait par le funiculaire.

## Patrimoine bâti

### Chapelle protestante
La chapelle a été construite en 1876 pour les hôtes de la station par la famille Dufour, alors propriétaire du Grand Hôtel. Utilisée pour les cultes protestants et anglicans, elle a permis à quatre communautés d’y célébrer régulièrement leurs offices : l’Église nationale vaudoise, l’Église évangélique libre, l’Église de langue allemande, et l’Église anglicane.
En 1937, la Société de la chapelle des Avants est constituée pour acquérir l’édifice, précédemment propriété de la Société du Grand Hôtel. En 1941, divers objets sont offerts par les responsables de la chapelle anglicane de Caux, promise à la démolition (qui n’a finalement pas eu lieu). Il s’agit de quatre anges et d’un autel. Deux anges et l’autel sont retournés à Caux en 1980, mais deux anges sont restés, accrochés à la retombée de la voûte lambrissée. Un vitrail signé en 1943 par Margaret Chilton (en), à Édimbourg, est placé dans la fenêtre du chœur. Il a été offert par Mrs Petrie, une paroissienne anglicane, qui y a fait représenter ses deux enfants, morts tous deux à 23 ans, Peter Petrie (1916-1939) et Audrey Wormald née Petrie (1921-1944), morte de diphtérie au Cachemire. La chaire à prêcher sculptée, donnée en 1893, évoque la mémoire d’Élisabeth baronne Ashtown, tandis que la table de communion, dans le style gothique également, rappelle Edward Keith-Loach, 1954. Le porche est venu protéger l’entrée en 1946.

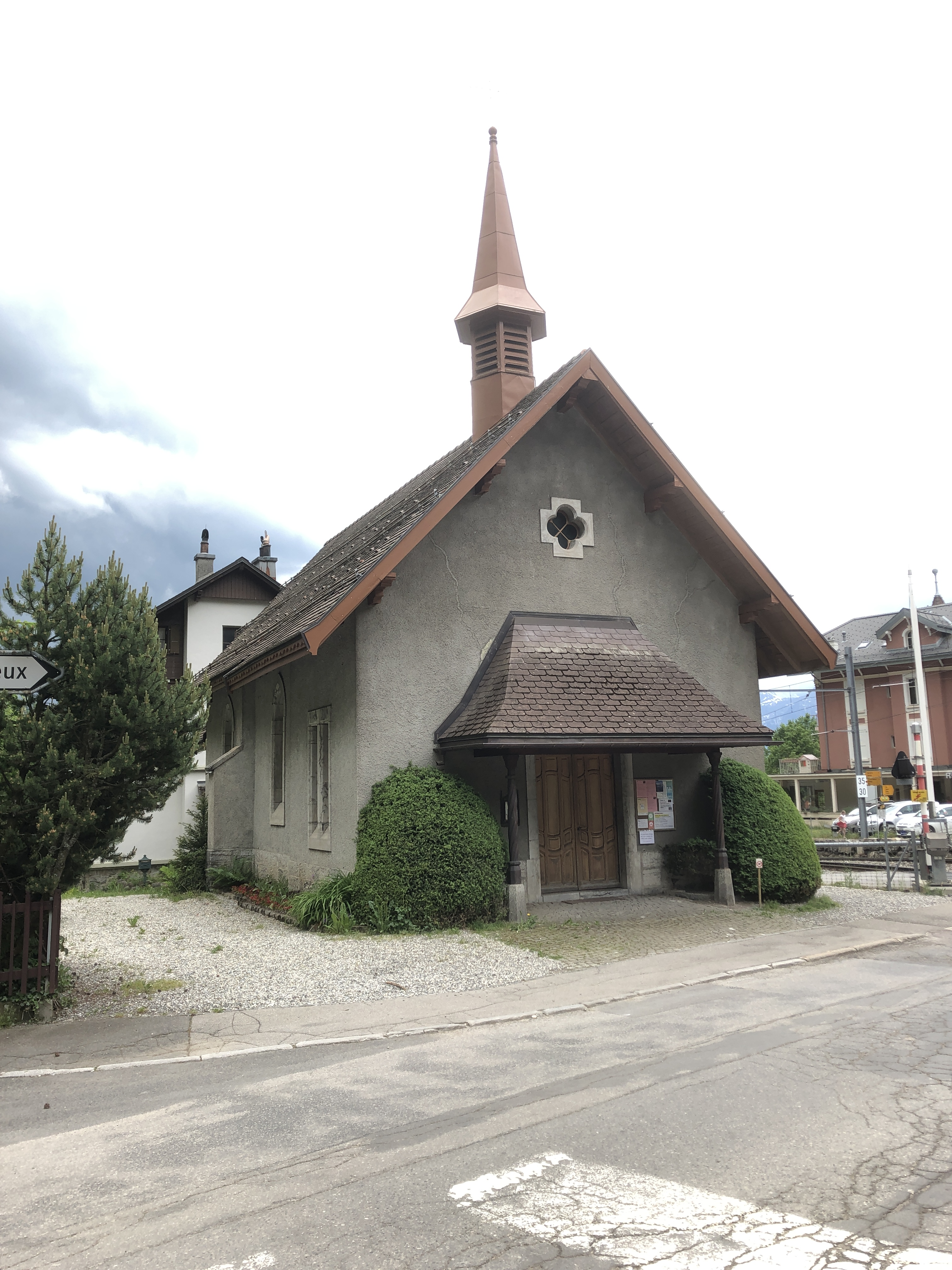
Les Avants, chapelle protestante
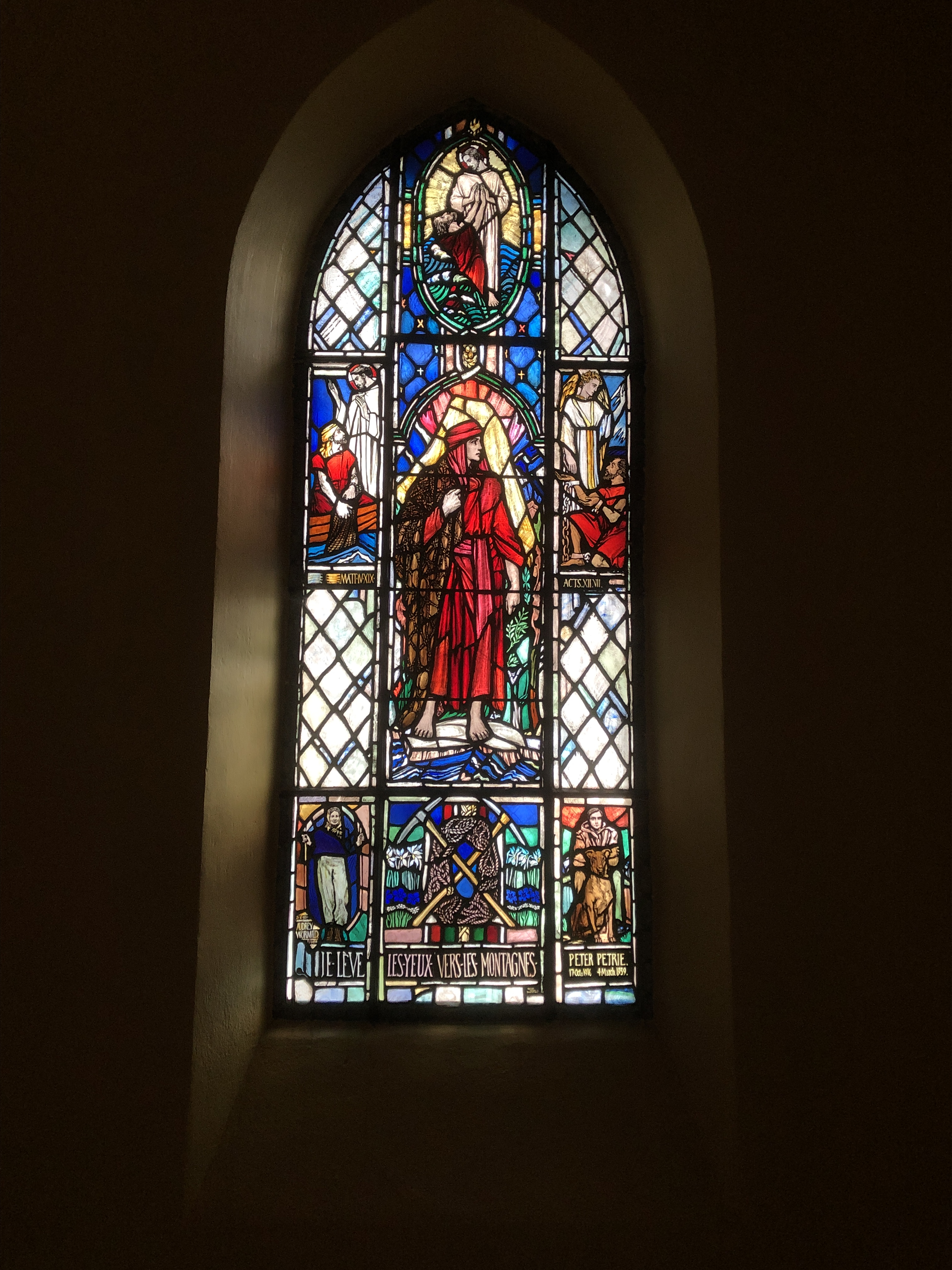
Vitrail de saint Pierre, 1943
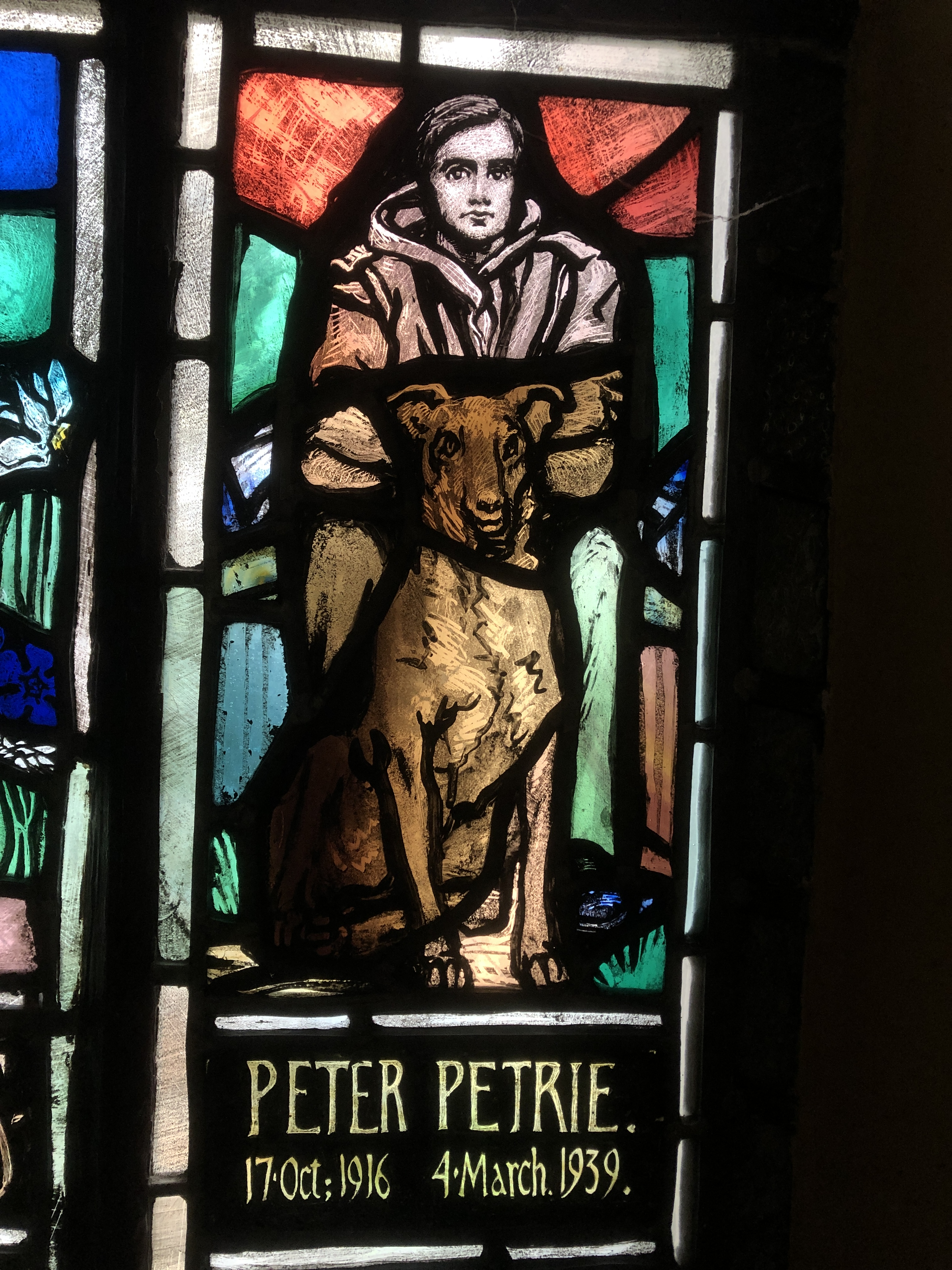
Vitrail de saint Pierre, détail, Peter Petrie
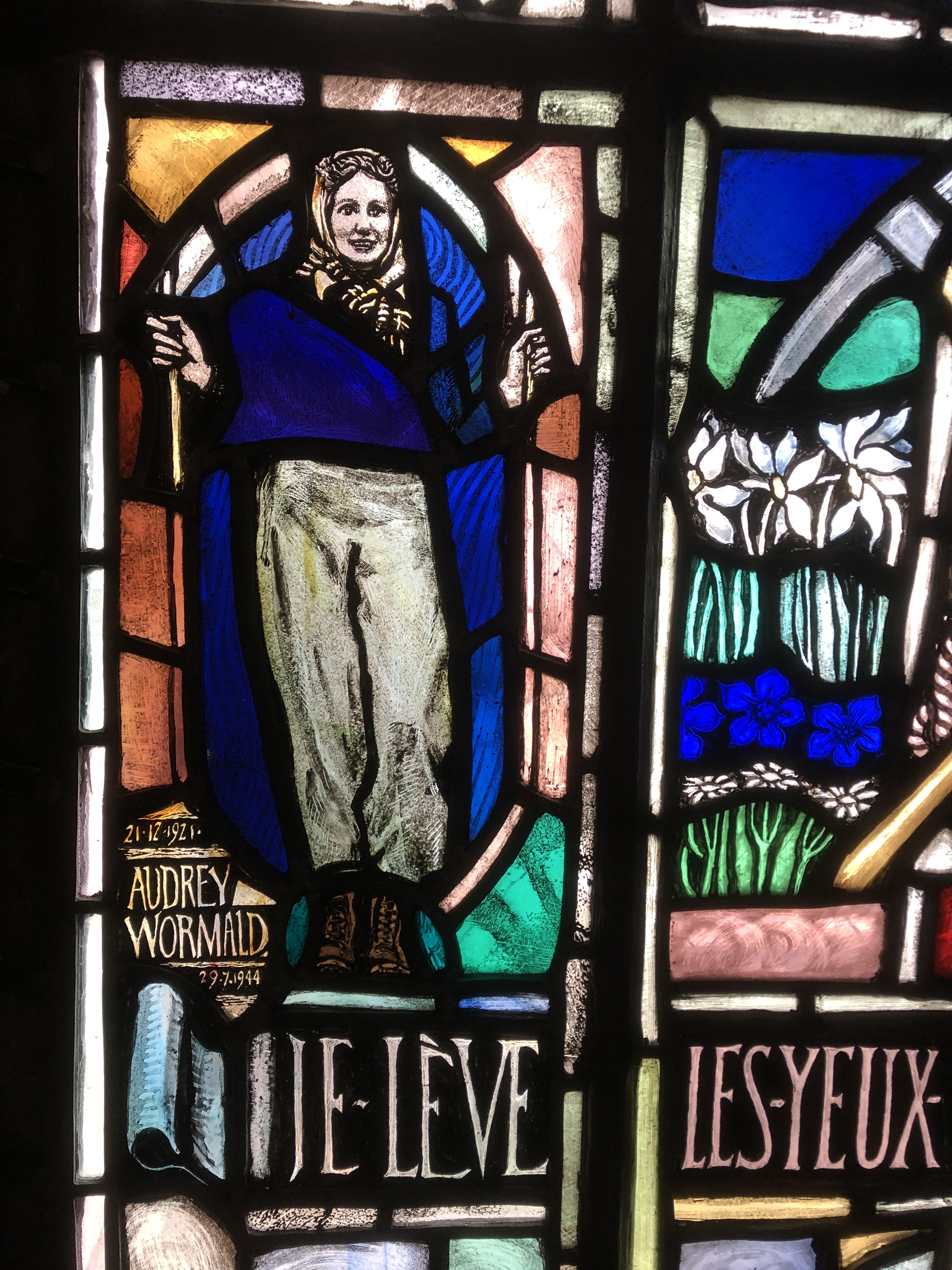
Vitrail de saint Pierre, détail, Audrey Wormald

## Galerie

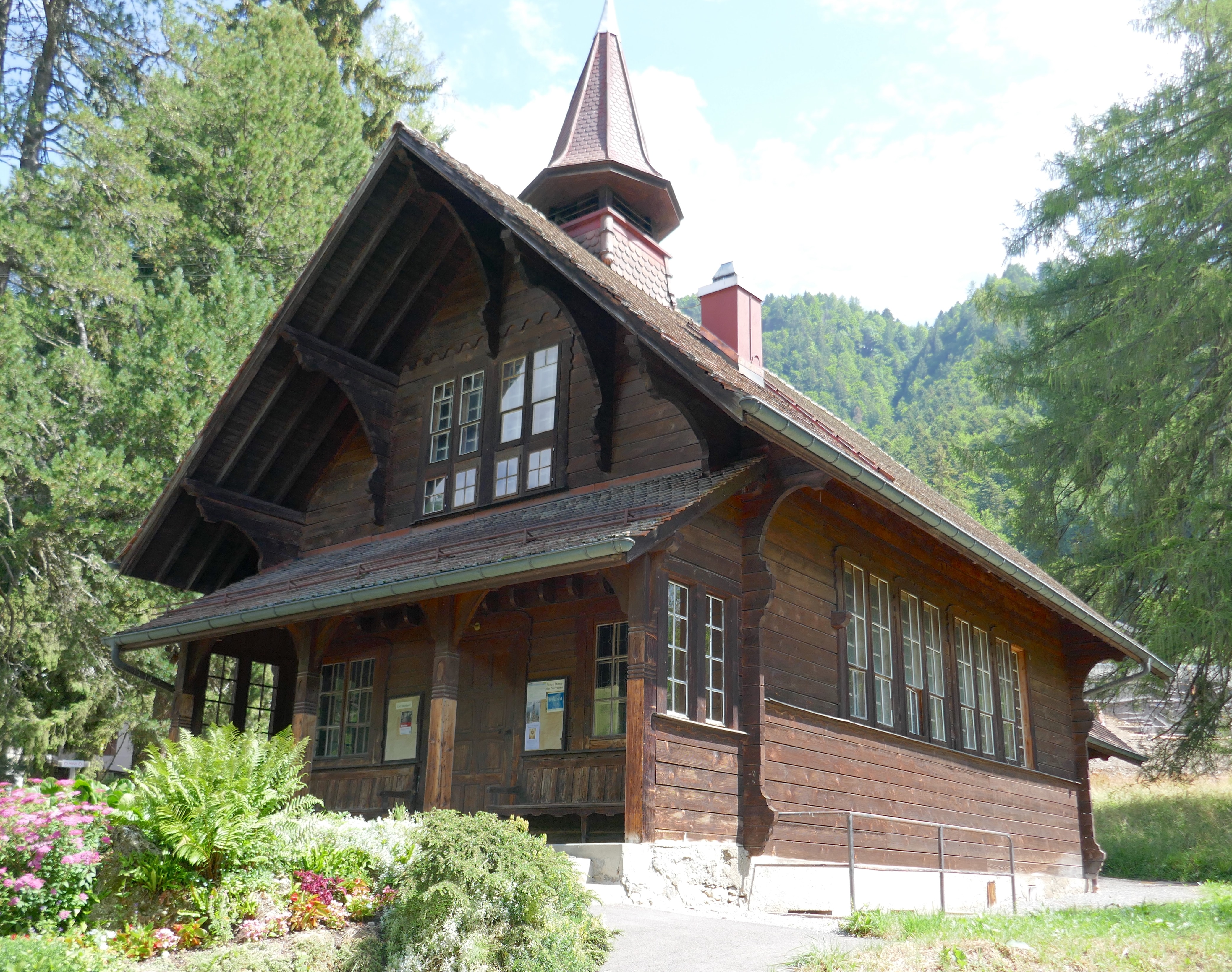
Chapelle catholique
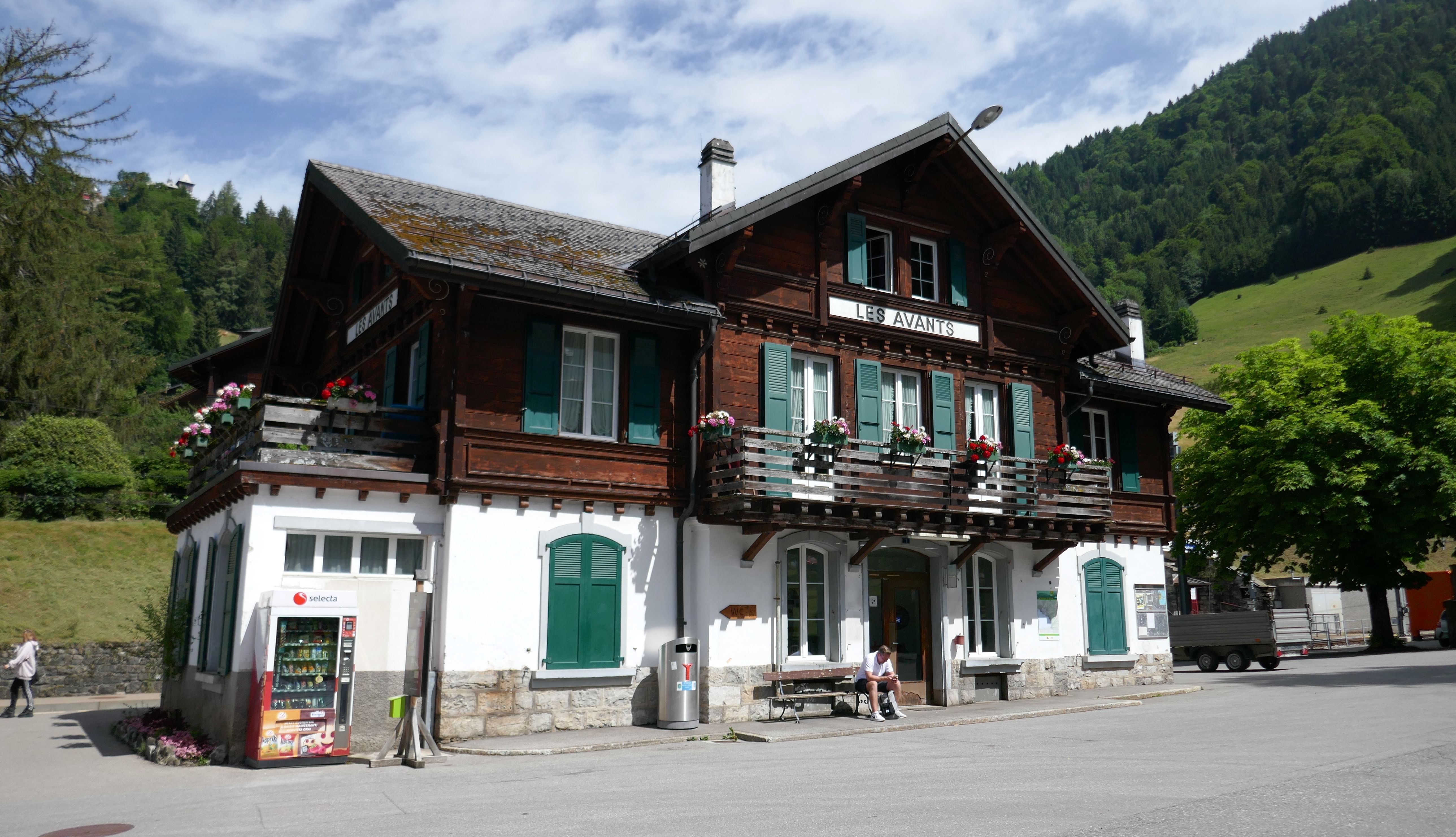
Gare
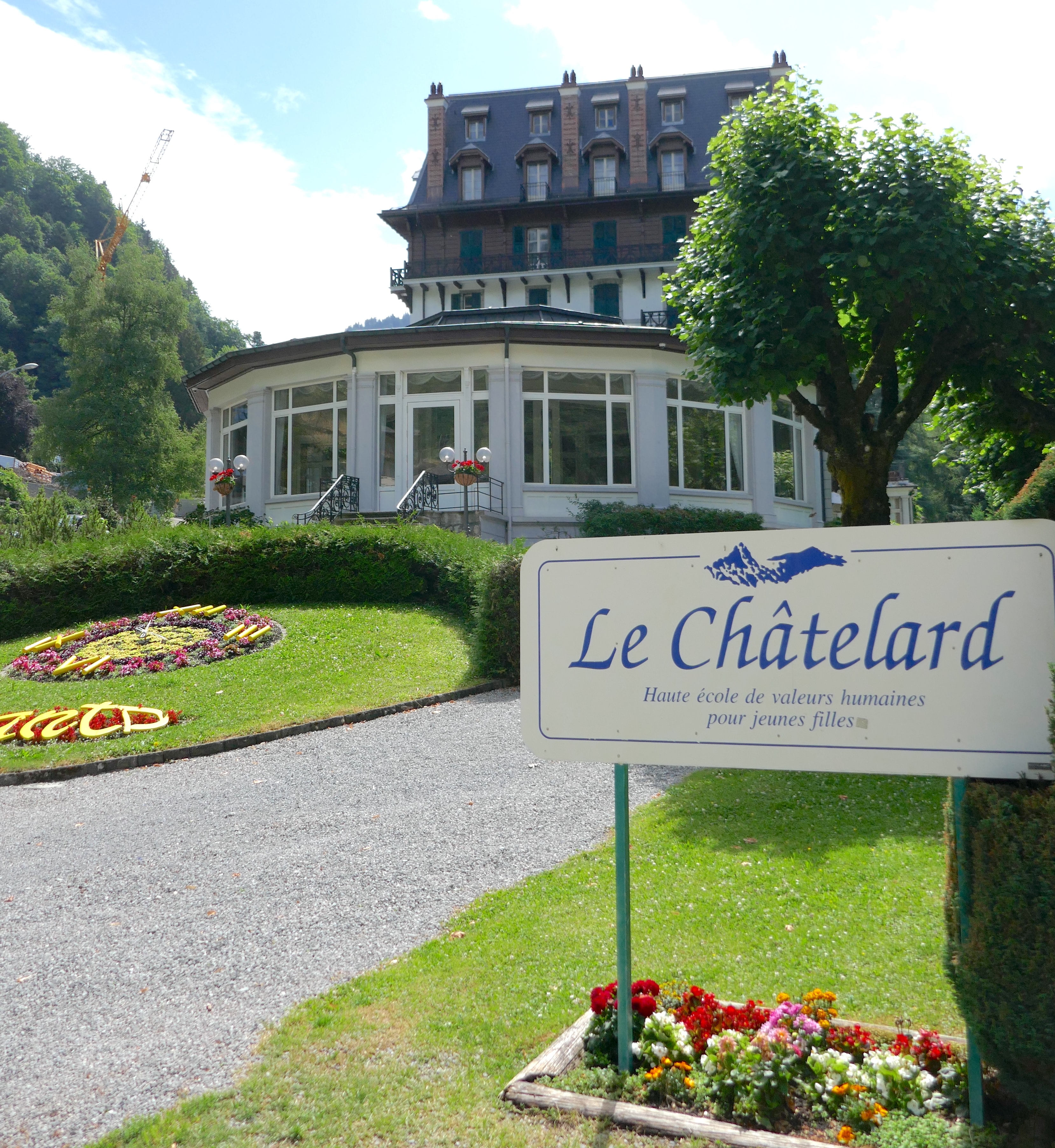
Le Châtelard
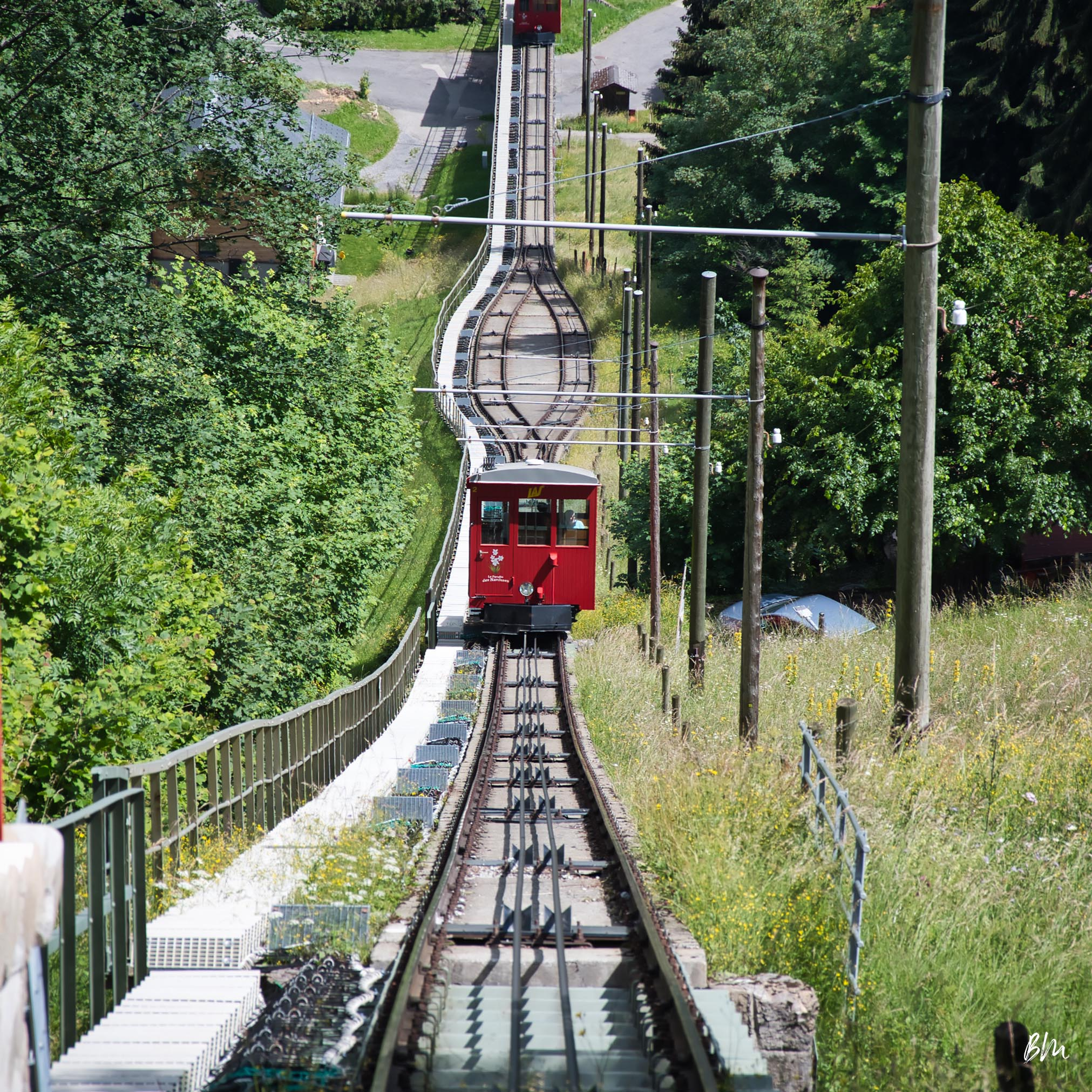
Funiculaire de Sonloup